# عبد العزيز برادة
عبد العزيز برادة (19 يونيو 1989 - 24 أكتوبر 2024) لاعب كرة قدم مغربي سابق كان يلعب في مركز خط الوسط. وُلد في فرنسا، ومثل المغرب على المستوى الدولي.

## المسيرة مع الأندية

### خيتافي
وُلد برادة في بروفين في فرنسا. بعد أن لعب ثلاث سنوات في أكاديمية باريس سان جيرمان، انتقل إلى إسبانيا في عام 2010 وانضم إلى نادي خيتافي، حيثُ شارك في البداية مع خيتافي ب الذي كان يلعب لأول مرة في تاريخه في الدوري الإسباني الدرجة الثانية ب. في 14 مارس 2011، وقع عقده الاحترافي الأول مع خيتافي، وأثبت أنه عنصر أساسي في بقاء فريق الرديف في الدوري مع نهاية الموسم.
في 28 أغسطس 2011، شارك برادة لأول مرة في الدوري الإسباني مع خيتافي، حيثُ بدأ المباراة ولعب 60 دقيقة في تعادل الفريق 1-1 على أرضه ضد نادي ليفانتي. اُدخل مباشرة في التشكيلة الأساسية للمدرب لويس غارسيا.
سجل برادة هدفه الأول مع خيتافي في 6 نوفمبر 2011، حيثُ ساعد فريقه - الذي لعب لأكثر من 60 دقيقة بعشرة لاعبين - على الفوز 3-2 على أتلتيكو مدريد في ملعبه. وفي الشهر التالي، في 17 ديسمبر، سجل هدفين في فوز الفريق 2-1 على ريال مايوركا.
سجل برادة أربعة أهداف في 32 مباراة خلال موسميه مع الفريق، وساهم في تحقيق مراكز متوسطة في الترتيب (المركز 11 والمركز العاشر).

### الجزيرة ومارسيليا
في 6 يوليو 2013، انضم برادة إلى نادي الجزيرة في الدوري الإماراتي للمحترفين حيثُ وقع عقدًا لمدة أربع سنوات. في الصيف التالي، انتقل إلى أولمبيك مارسيليا لمدة أربع سنوات مقابل مبلغ يُقدر بـ4.5 مليون يورو.
في ظهوره الثاني فقط في الدوري الفرنسي الدرجة الأولى، سجل برادة أول هدف له في الدوري، حيثُ دخل كبديل في الدقيقة 87 في المباراة على أرضه ضد نيس وسجل هدفًا في الفوز 4-0. وجاء هدفه الثاني في بداية الدوري الفرنسي 2015–16، حيثُ ساهم في الفوز الساحق 6-0 على نادي تروا أيضًا في ملعب فيلودروم.

## المسيرة الدولية
خاض برادة أول مباراة دولية له مع منتخب المغرب في 29 فبراير 2012، حيثُ لعب 86 دقيقة في الفوز الودي 2-0 على بوركينا فاسو. وفي نفس العام، كان جزءًا من تشكيلة المنتخب المغربي تحت 23 عامًا في الألعاب الأولمبية الصيفية، وسجل هدفًا في التعادل 2-2 ضد هندوراس، قبل خروج الفريق من دور المجموعات.

## الوفاة
توفي اللاعب في عصر الخميس 24 أكتوبر 2024 إثر سكتة قلبية مفاجئة، عن عمر الخامسة والثلاثين.

## إحصائيات
فيما يلي قائمة بالأهداف الدولية التي سجلها عبد العزيز برادة رفقة المنتخب المغربي.
| الرقم | التاريخ             | الملعب                           | الخصم        | الهدف | النتيجة | المسابقة                                      |
| ----- | ------------------- | -------------------------------- | ------------ | ----- | ------- | --------------------------------------------- |
| 1     | 13 أكتوبر 2012      | ملعب مراكش الكبير، مراكش، المغرب | موزمبيق      | 1–0   | 4–0     | تصفيات كأس الأمم الإفريقية 2013               |
| 2     | 15 يونيو 2013       | ملعب مراكش الكبير، مراكش، المغرب | غامبيا       | 1–0   | 2–0     | تصفيات كأس العالم 2014 – إفريقيا الدور الثاني |
| 3     | 14 غشت/أغسطس 2013   | ملعب طنجة، طنجة، المغرب          | بوركينا فاسو | 1–2   | 1–2     | مباراة ودية                                   |
| 4     | 7 شتنبر/سبتمبر 2014 | ملعب مراكش الكبير، مراكش، المغرب | ليبيا        | 2–0   | 3–0     | مباراة ودية                                   |

## الإنجازات
منتخب المغرب تحت 23 سنة
- كأس الأمم الإفريقية تحت 23 سنة الوصيف: 2011.[15]

أولمبيك مارسيليا
- كأس فرنسا الوصيف: 2015–16.[16]

## روابط خارجية
- عبد العزيز برادة على موقع الاتحاد الدولي (مؤرشف)  (الإنجليزية)
- عبد العزيز برادة على موقع اتحاد تركيا (لاعب) (الإنجليزية)
- عبد العزيز برادة على موقع إي إس بي إن إف سي (الإنجليزية)
- عبد العزيز برادة على موقع قاعدة بيانات كرة القدم.إي يو (الإنجليزية)
- عبد العزيز برادة على موقع ليكيب (الفرنسية)
- عبد العزيز برادة على موقع ناشيونال فوتبول تيمز (الإنجليزية)
- عبد العزيز برادة على موقع Soccerbase.com (لاعب) (الإنجليزية)
- عبد العزيز برادة على موقع Soccerway.com (الإنجليزية)
- عبد العزيز برادة على موقع عالم كرة القدم.نت (الإنجليزية)
- عبد العزيز برادة على موقع أوليمبيديا (الإنجليزية)